# Organisation européenne de coopération économique
L’Organisation européenne de coopération économique (en abrégé OECE ; en anglais : Organisation for European Economic Co-operation, OEEC) était une organisation internationale européenne fondée le 16 avril 1948. Son objectif général fut « la réalisation d'une économie européenne saine par la voie de la coopération économique de ses membres ». À cette fin, elle a eu pour missions de répartir les crédits accordés par le plan Marshall entre les pays de l'Europe occidentale, et de mener à bien un « programme de relèvement européen » notamment par la libéralisation des échanges commerciaux et financiers.
L’Organisation de coopération et de développement économiques (OCDE) succède à l'OECE le 30 septembre 1961, date d’entrée en vigueur de la convention de l'OCDE signée par dix-huit États européens, le Canada et les États-Unis.

## Historique

### Contexte de la naissance de l'OECE
L'Europe peine à se relever des destructions de la Seconde Guerre mondiale et la rigueur exceptionnelle de l'hiver 1946-1947 aggrave encore la situation de la population qui manque de charbon et de nourriture. Le 5 juin 1947, le secrétaire d'État américain, George Marshall, annonce un plan d'aide économique à l'Europe (en anglais : European Recovery Program (ERP)). Ce plan d'aide, rapidement baptisé plan Marshall, est conditionné à la création d'une organisation multinationale permettant aux États européens de gérer eux-mêmes les fonds qui seront versés pour leur reconstruction par les États-Unis et de mener à bien conjointement des réformes structurelles.
Sous l'égide de la France et du Royaume-Uni, le 12 juillet 1947, s'ouvre à Paris la Conférence de coopération économique européenne qui réunit les seize pays ayant accepté l'aide à la reconstruction proposée à l'Europe par Marshall. L'unanimité est loin de régner entre ces pays sur le degré de coopération voire d'union européenne auquel parvenir et sur la restauration industrielle de l'Allemagne. Le Royaume-Uni est hostile à toute unification européenne, tandis que la France appuie l'idée d'une union douanière. Les États-Unis attendent des Européens qu'ils soient les acteurs solidaires de leur reconstruction et ne sont pas prêts à fournir une aide massive sans contrepartie. Cette conférence s'achève le 22 septembre 1947 par la présentation officielle du rapport final des travaux qui contient les réponses et propositions européennes à l'offre d'aide économique américaine,.
Tandis que les débats sur cette aide s'étirent en longueur, la situation sociale et financière se détériore en Europe. La population américaine prend conscience des pénuries auxquelles les Européens sont confrontés, et soutient de plus en plus le plan Marshall. La politique de Staline contribue aussi à persuader les États-Unis de la nécessité d'aider l'Europe : en particulier, la conférence fondatrice du Kominform par neuf partis communistes européens en septembre 1947 inquiète beaucoup Washington qui craint des tentatives de prise de pouvoir par les partis communistes français ou italien. Les États-Unis débloquent en décembre 1947 une aide intérimaire d'urgence de 540 millions $, répartis entre la France (284 M$), l'Italie et l'Autriche,.
L'approbation du plan Marshall par le Congrès des États-Unis n'est pas acquise d'avance. Le 19 décembre 1947, le président Truman expose devant le Congrès les enjeux de la reconstruction économique de l'Europe et détaille l'aide que les États-Unis veulent octroyer pour relever l'économie européenne. Le coup de Prague de février 1948 achève de convaincre une majorité de membres du Congrès de voter en faveur de ce plan. Truman promulgue le 3 avril 1948 la loi autorisant l'aide américaine, l'Economic Cooperation Act,,.

### Création de l'OECE
Dans la foulée de la promulgation de l'Economic Cooperation Act, il est alors possible de concrétiser les travaux de la conférence de coopération économique européenne et d'instituer l'OECE. L'Organisation est créée le 16 avril 1948 par la signature à Paris de la Convention de coopération économique européenne. L'OECE devra travailler en coordination étroite avec l'Economic Cooperation Administration (ECA), l'agence de l'administration américaine spécialement créée pour la distribution des fonds du plan Marshall. Les États-Unis imposent aussi la signature d'un accord bilatéral entre eux et chacun des pays bénéficiaires du plan Marshall ; ces accords, vus du côté américain comme une garantie du respect d'un ensemble de règles d'emploi des fonds distribués, sont perçus du côté des pays européens comme une atteinte à leur indépendance. En plein blocus de Berlin et ne pouvant se passer du plan Marshall, tous les pays européens de l'OECE, sauf la Suisse, acceptent après d'âpres négociations de signer un tel accord bilatéral,.
Concomitamment, durant les premiers mois de 1948, les initiatives visant à unir les États européens sont multiples et très disparates quant à leur objet — économique, politique, militaire — et aux pays y participant — de deux à plus de vingt — démontrant ainsi l'impossibilité de faire converger les principaux pays européens sur la création d'une large fédération européenne de l'Ouest, sorte d'États-Unis d'Europe dont l'idée est soutenue par Marshall. La dégradation continue des relations avec Moscou rend prioritaire la question de la sécurité européenne. C'est pourquoi, le premier traité d'alliance inter-européen signé est le traité de Bruxelles de sécurité mutuelle du 17 mars 1948. La question de l'union politique est notamment longuement débattue durant le Congrès de La Haye qui rassemble du 7 au 11 mai 1948 des hommes politiques, intellectuels et syndicalistes venus de dix-sept pays d'Europe et est à l'origine du Conseil de l'Europe institué en mai 1949.

### Déclin de l'OECE
L'OECE remplit le rôle pour lequel elle a été créée de 1948 à 1951 sans réellement parvenir à élaborer un plan intégré européen de modernisation. La guerre de Corée et dans une moindre mesure, vu de Washington, l'incapacité des Européens à véritablement travailler ensemble conduisent à mettre fin par anticipation d'un an au plan Marshall en octobre 1951. La priorité au réarmement prend le pas sur l'aide économique. Dès lors, le devenir de l'OECE se pose.
Le Royaume-Uni souhaite sa dissolution, comptant pouvoir exercer avec les États-Unis un leadership au sein de l'OTAN. La France s'y oppose, parce qu'elle y exerce un rôle premier et selon les mots de Robert Schuman, parce qu'elle est « la seule organisation économique où se rencontrent les pays atlantiques avec des neutres et avec l'Allemagne » et qu'il serait donc « profondément regrettable que cette coopération fut supprimée , avant de l'avoir remplacée par quelque chose de valable ». L'Allemagne et les États-Unis soutiennent ce point de vue, faisant échouer l'offensive britannique, mais l'OECE est désormais une organisation en sursis.
La création de la CEE en 1957 bouleverse la situation et fait échouer, notamment, la conclusion d'un accord de libre-échange dans le cadre de l'OECE.
L'Organisation de coopération et de développement économiques (OCDE), comprenant aussi les États-Unis et le Canada, se substitue à l'OECE lors de l'entrée en vigueur de sa convention fondatrice, en 1961.

## Dispositions de laConvention de coopération économique européenne
La Convention est signée par seize États : l'Autriche, la Belgique, le Danemark, la France, la Grèce, l'Irlande, l'Islande, l'Italie, le Luxembourg, la Norvège, les Pays-Bas, le Portugal, le Royaume-Uni, la Suède, la Suisse, et la Turquie. Elle l'est aussi par les Commandants en chef des zones d'occupation en Allemagne de la France, du Royaume-Uni et des États-Unis. Fondée en mai 1949, la République fédérale d'Allemagne rejoint l'OECE en juin 1949. Le Territoire libre de Trieste participe également aux travaux de l'OECE jusqu'à son rattachement définitif à l'Italie en 1954.
La Convention pose en préambule que « seule une coopération étroite et durable des Parties Contractantes permettra de restaurer et de maintenir la prospérité de l'Europe et de relever les ruines de la guerre » et définit les principes économiques d'inspiration sociale et libérale en même temps, qui doivent être mis en œuvre pour y parvenir : coordination des efforts de reconstruction, modernisation de l'équipement industriel et agricole, accroissement des échanges, réduction des entraves au commerce mutuel, recherche du plein emploi de la main-d’œuvre, restauration de la stabilité des économies ainsi que de la confiance dans les devises nationales.

### Titre I - Obligations générales
L'article 1er engage les Parties à « pratiquer une étroite coopération dans leurs relations économiques mutuelles » et à établir un « programme commun de relèvement » et institue à ces fins une Organisation européenne de coopération économique (OECE).
L'article 4 dispose que les membres de l'OECE « développeront leurs échanges réciproques de biens et de services » et mettront en place un « régime de paiements multilatéraux ». Ambition ultime de la Convention, l'article 5 incite les participants à établir une Union douanière ou une zone de libre-échange.
L'article 6 engage les États membres à coopérer entre eux et « avec les autres pays animés des mêmes intentions pour réduire les tarifs douaniers et autres obstacles à l'expansion des échanges, en vue de réaliser un régime multilatéral d'échanges viable et équilibré, conformément aux principes de la Charte de La Havane ».
L'article 8 pose les principes de base d'un marché du travail européen : les Parties contractantes « s'efforceront de réaliser le plein emploi de leur main-d’œuvre nationale et pourront avoir recours à la
main-d’œuvre disponible dans le territoire de toute autre Partie Contractante. Pour ce dernier cas, elles prendront d'un commun accord les mesures nécessaires pour faciliter le mouvement et assurer l'établissement des travailleurs dans ces conditions satisfaisantes au point de vue économique et social ».

### Titre II - Fonctions et organisation
L'OECE est dotée d'une structure permanente afin de remplir les fonctions permanentes suivantes, très vastes et non limitatives, définies à l'article 12 : élaborer et mettre en œuvre les mesures nécessaires à l'atteinte des objectifs figurant dans la Convention ; faciliter, susciter et coordonner l'action individuelle des membres ; pourvoir à l'établissement de mécanismes de surveillance et de contrôle susceptibles d'assurer la meilleure utilisation, tant de l'aide extérieure que des ressources nationales ; fournir au Gouvernement des États-Unis l'aide et les informations à convenir, relatives à l'exécution du programme de relèvement européen.
L'OECE possède la personnalité juridique et peut, selon les dispositions figurant à l'article 13, « prendre des décisions que les membres exécuteront » et conclure des accords internationaux. Mais elle est seulement une organisation intergouvernementale où toutes les décisions (article 14) « sont prises par accord mutuel de tous les membres », autrement dit à l'unanimité. Elle n'est pas une organisation supranationale à laquelle ses États membres auraient délégué une partie de leurs prérogatives.
Les articles 15 à 19 définissent la structure organisationnelle de l'OECE :
- Un Conseil réunissant tous les États membres, normalement au niveau de leurs ambassadeurs, duquel émane toutes les décisions ;
- Un Comité exécutif de sept membres désignés chaque année par le Conseil auquel il rend compte ;
- Un Secrétaire général, placé sous l'autorité du Conseil, et qui dirige le Secrétariat ;
- Des comités techniques thématiques.

Le siège de l'OECE est fixé au château de la Muette, à Paris.

## Dirigeants
| Secrétaire général | Dates             | Pays d'origine |
| ------------------ | ----------------- | -------------- |
| Robert Marjolin    | 1948-1955         | France         |
| René Sergent (de)  | 1955-1960         | France         |
| Thorkil Kristensen | 1960 - sept. 1961 | Danemark       |

## Bilan des activités de l'OECE

### Répartition annuelle de l'aide américaine
Le Congrès ayant refusé de voter des crédits pour les quatre ans du plan Marshall, l'aide américaine est votée chaque année. Aussi, le rôle de base de l'OECE est pour les crédits 48-49, puis pour ceux de 49-50 et une troisième fois pour ceux de 50-51 de procéder à leur répartition, tâche complexe faute d'un consensus naturel entre les pays bénéficiaires.
La guerre de Corée met fin avec un an d'avance au plan Marshall, la priorité étant donnée à l'aide militaire, tant la mise sur pied effective de l'OTAN et le renforcement des capacités de défense des pays d'Europe occidentale apparaissent requérir d'importants moyens dans un contexte de forte incertitude sur les intentions de Staline en Europe. Les États-Unis mettent fin à l'European Recovery Program (ERP) en octobre 1951 et le remplacent par le Mutual Security Act (en) (MSA), promulgué par Truman le 10 octobre 1951, qui combine l'aide économique et l'aide militaire, cette dernière devenant dans les faits prépondérante. Le MSA met fin à l'Economic Cooperation Administration (ECA),,.

### Autres actions de l'OECE
Les pressions américaines conduisent les Européens à libéraliser le commerce de la moitié des échanges privés, dans les secteurs de base (biens alimentaires, matières premières) et les biens manufacturés. L'OECE contribue ainsi au mouvement général d'abaissement des barrières aux échanges commerciaux dans le cadre du GATT, sans toutefois parvenir à créer une union douanière.
L'OECE accomplit également un important travail d'harmonisation et d'échange d'informations statistiques.
L'OECE permet en outre la conclusion de plusieurs accords sectoriels :
- en septembre 1950, création de l'Union européenne des paiements (UEP) qui offre un cadre multilatéral de compensation monétaire, obligatoire et automatique, entre États membres, en lieu et place du réseau d'accords bilatéraux conclus entre États. Le clearing est fondé (comme au FMI) sur une grille de parités fixes (étalon-or), et s'appuie sur les moyens techniques de la BRI. L'UEP favorise le rétablissement de la confiance monétaire entre participants et la reprise des échanges commerciaux. Il permet la convertibilité partielle des monnaies européennes entre elles. En 1958, la convertibilité avec le dollar est rétablie et l'UEP est dissoute ;
- en 1952, fondation de l'Agence européenne de productivité (AEP) qui contribue à former les travailleurs européens aux normes de productivité (fordisme) prévalant aux États-Unis. L'AEP est financée pour l'essentiel par les États-Unis ; son budget atteint jusqu'à 40 % de celui de l'OECE ;
- en octobre 1953, avec l'Espagne mais sans l'Islande ni l'Irlande, création de la Conférence européenne des ministres des transports, organisation internationale à part entière ayant un rôle modeste comme forum de débats. La CEMT appartient toujours au système institutionnel de l'OCDE ;
- en 1957, création de l'Agence européenne pour l'énergie nucléaire (ENEA), devenue en 1972 l'Agence pour l'énergie nucléaire (AEN) de l'OCDE.

### Limites de l'OECE
L'OECE réussit à restaurer la coopération européenne, à libérer partiellement les échanges commerciaux et à mettre en place, via l'UEP, un système de compensation monétaire. L'OECE ne parvient pas à devenir l'instrument d'une « Fédération européenne » comme certains de ses membres le souhaitaient. Cet échec est patent dès 1949, mis en évidence par l'incapacité des Européens à s'entendre sur un « Programme de relèvement européen » pourtant prévu par la convention fondatrice de l'OECE.
Aucun accord ne débouche des intenses discussions entre la France et le Royaume-Uni menées début 1949. Chacun poursuit des objectifs différents, et les Britanniques se méfient des Français dont ils trouvent trop ambitieuses les propositions visant une harmonisation économique générale et à terme un marché commun. Cette méfiance s'explique pour partie par le souvenir de 1940, encore présent dans les esprits. La politique anglaise est aussi largement dictée par l'esprit de leur puissance impériale et par leur attachement à l'instauration de liens spéciaux resserrés avec les États-Unis. Cet échec est le point de départ d'une mésentente cordiale franco-britannique qui perdurera jusqu'à l'entrée du Royaume-Uni dans les Communautés européennes en 1972.
Plusieurs projets d'union plus avancée entre certains des pays membres de l'OECE, comme Finebel, échouent. Mais en 1949 et 1950, l'idéal européen demeure fort, la question de l'avenir de l'Allemagne au centre des questionnements et le besoin d'accélérer la reconstruction incontestable. Une initiative va finir par déboucher, celle de Jean Monnet et Robert Schuman que ce dernier expose lors d'un discours le 9 mai 1950, dans lequel il propose la mise en commun des moyens de production du charbon et de l'acier par un noyau de six pays dont l'Allemagne mais sans le Royaume-Uni. Le projet est rapidement soutenu par les États-Unis. La CECA est en 1951 le fruit de cette initiative.